# اریستا
اریستا (به اسپانیایی: Oristà) یک شهرستان در اسپانیا است که در بارسلون واقع شده‌است.